# Ješci
Ješci ili mravinji ježevi, ehidne kljunasti ježevi (Tachyglossidae), negde nazivani bodljikavi mravojedi, su porodica, koja pripada monotremnom redu sisara, koji legu jaja. Četiri postojeće vrste ježaca i kljunar su jedini živući sisari koji legu jaja i jedini preživeli članovi reda Monotremata. Ishrana nekih vrsta se sastoji od mrava i termita, mada oni nisu blisko srodni da pravim mravojedima Amerika, koji pripadaju nadredu Xenarthra, zajedno sa lenjivcima i armadiloima. Ješci žive u Australiji i Novoj Gvineji.
Ješci su evoluirali pre 20 do 50 miliona godina, od monotrematnog pretka nalik na torbare. Taj predak je bio vodena životinja, ali su se ješci prilagodili životu na kopnu.

## Ishrana
Ishrana kratkokljunog ješca se sastoji uglavnom od mrava i termita, dok Zaglossus (dugokljune) vrste tipično jedu crve i larve insekata. Jezici dugokljunih ježaca imaju oštre, sićušne bodlje koje im pomažu pri hvatanju plena. Oni nemaju zube, te sitne hranu mleveći je između dna njihovih usta i njihovih jezika. Izmeti ježaca su 7 cm dugi i cilindričnog su oblika; oni su obično izlomljeni i nezaokruženi, i sastavljeni su mahom od prljavštine i materijala mravinjaka.

## Habitat
Ješci ne tolerišu ekstremne temperature; oni koriste pećine i pukotine stena da se sklone od teških vremenskih uslova. Ješci obitavaju uglavnom u šumama, skrivajući se pod vegetacijom, korenjem ili gomilama krhotina. Ponekad koriste jazbine životinja kao što su zečevi i vombati. Pojedinačni ješci imaju velike, međusobno preklapajuće teritorije.
Uprkos njihovom izgledu, oni su dobri plivači. Prilikom plivanja izlažu njušku i deo kičme, a poznato je da ulaze u vodu radi kupanja i timarenja.

## Reprodukcija
Ženka polaže jedno kožno jaje sa mekom ljuskom 22 dana nakon parenja i odlaže ga direktno u svoju torbicu. Jaje je teško 1,5 do 2 g i dugačko je oko 1,4 cm (0,55 in). Dok se izleže, mladunče ehidne otvara kožnu ljusku zubom od jajeta nalik reptilu. Izležavanje se odvija nakon 10 dana gestacije; mladi ježak, koji se naziva pagl, rađa je kao larva i nalik fetusu, zatim siše mleko iz pora dve mlečne mrlje (monotreme nemaju bradavice) i ostaje u kesici 45 do 55 dana, u to vreme počinju da se razvijaju bodlje. Majka kopa uzgajališnu jamu i odlaže mladunčad, vraćajući se svakih pet dana da ih doji dok se ne odbiju sa sedam meseci. Mladunci će ostati u jazbini svoje majke do godinu dana pre nego što odu.
Mužjaci ehidne imaju penis sa četiri glave. Tokom parenja, glave na jednoj strani se „zaključuju” i ne rastu u veličini; druga dva se koriste za oslobađanje sperme u ženski reproduktivni trakt sa dve grane. Svaki put kada se kopulira, on smenjuje glave u setovima od dva. Kada se ne koristi, penis se uvlači u prepucijsku vreću u kloaki. Penis mužjaka ješka je dugačak 7 cm (2,8 in) u erekciji, a njegova osovina je prekrivena penisnim bodljama. One se mogu koristiti za izazivanje ovulacije kod ženke.

Izazov je proučavati ješka u njenom prirodnom staništu i oni ne pokazuju interesovanje za parenje dok su u zatočeništvu. Pre 2007. niko nikada nije video ejakulat ješka. Bilo je prethodnih pokušaja da se ježak natera da ejakulira korišćenjem električno stimulisane ejakulacije kako bi se dobili uzorci sperme, ali je to samo rezultiralo oticanjem penisa.

Sezona razmnožavanja počinje krajem juna i traje do septembra. Mužjaci će formirati redove dužine do deset jedinki, pri čemu je najmlađa jedinka na kraju reda, koje prate ženku i pokušavaju da se pare. Tokom sezone parenja, ješci mogu da prelaze između linija. Ovo je poznato kao sistem „voza“.

## Evolucija
Postoje indikacije da je do prve divergencije između oviparoznih (polaganje jaja) i viviparoznih (materično potomstvo) sisara došlo tokom trijasnog perioda. Međutim, još uvek postoje neslaganja u vezi sa ovim procenjenim vremenom divergencije. Iako se većina nalaza iz genetičkih studija (posebno onih koja se tiču jedrenih gena) slaže sa paleontološkim nalazima, neki rezultati drugih tehnika i izvora, poput mitohondrijske DNK, u delimičnom su neslaganja sa fosilnim nalazima.
Podaci molekularnog časovnika pokazuju da su se ješci razdvojili od kljunara pre 19 i 48 miliona godina, i da fosili slični kljunarima koji datiraju od pre više od 112,5 miliona godina predstavljaju bazalni oblik, te da nisu bliski rođaci modernih kljunara. To bi moglo da znači da su ješci evoluirali od predaka koji su se hranili u vodi i koji su se potpuno vratili na kopno, iako to dovodi do njihovog nadmetanja sa torbarima. Dalji dokazi o mogućim precima koji se hrane u vodi mogu se naći i u nekim fenotipskim osobinama ježaca. Ove osobine obuhvataju hidrodinamički oblik tela, leđno izbočene zadnje udove koji deluju kao kormila i kretanje zasnovanu na hipertrofiranoj humeralnoj dugo-osnoj rotaciji, što omogućava veoma efikasne plivačke zamahe. Shodno tome, oviparozna reprodukcija kod monotremata im je možda dala prednost u odnosu na torbare, što je u skladu sa sadašnjom ekološkom podelom između te dve grupe. Ova prednost bi takođe mogla biti delom odgovorna za uočeno povezano adaptivno širenje ježaca i širenje prostora njihove niše, što je u suprotnosti sa prilično uobičajenom pretpostavkom zaustavljene morfološke i molekularne evolucije koja se i dalje asocira sa monotrematima. Pored toga, studije mitohondrijske DNK kod kljunara takođe su otkrile da su monotremati i torbari najverovatnije sestrinski taksoni. Iz njih takođe proizilazi da su se bilo koje zajedničke izvedene morfološke osobine između torbara i materičnih sisara pojavile nezavisno jedne od drugih, ili su bile izgubljene u lozi do monotremata.

## Literatura
- Ronald M. Nowak (1999), Walker's Mammals of the World (на језику: енглески) (6th изд.), Baltimore: Johns Hopkins University Press, ISBN 0-8018-5789-9, LCCN 98023686

## Spoljašnje veze
- Stewart, Doug (april 2003). „The Enigma of the Echidna”. National Wildlife. Приступљено 3. 2. 2017.
- Parker, J. (1. 6. 2000). „Echidna Love Trains”. ABC Science. Australian Broadcasting Corporation.
- Rismiller, Peggy (2005). „Echidna research, Kangaroo island”. Pelican Lagoon Research & Wildlife Centre. Архивирано из оригинала 21. 02. 2015. г. Приступљено 23. 08. 2019.
- „Tachyglossidae”. NCBI Taxonomy Browser. 9259.